# Nadtoczajiwka
Nadtoczajiwka (ukr. Надточаївка) – wieś na Ukrainie, w obwodzie czerkaskim, w rejonie zwinogródzkim. W 2001 liczyła 724 mieszkańców, spośród których 719 wskazało jako ojczysty język ukraiński, 4 rosyjski, a 1 inny.